# Nhóm Clapham
Nhóm Clapham là một nhóm những nhà cải cách xã hội đồng tâm chí và có nhiều ảnh hưởng trong xã hội thường qui tụ về làng Clapham, Luân Đôn, vào đầu thế kỷ 19. Nhóm Clapham hoạt động tích cực từ năm 1790 đến năm 1830. Theo miêu tả của sử gia Stephen Tomkins, họ là "một mạng lưới gồm những thân hữu và các gia đình ở nước Anh, với William Wilberforce là nhân vật trung tâm, người đã nối kết họ với nhau bằng những giá trị đạo đức và tâm linh mà họ cùng chia sẻ, bằng sứ mạng tôn giáo và hoạt động xã hội, bằng tình yêu thương dành cho nhau, và qua các cuộc hôn nhân".
Phần lớn thành viên của Nhóm Clapham là tín hữu Anh giáo theo trào lưu Tin Lành có cùng quan điểm chính trị liên quan đến các vấn đề như giải phóng nô lệ, bãi nô, và cải thiện chế độ lao tù.

## Tên gọi
Tên của nhóm Clapham có nguồn gốc từ tên của một ngôi làng ở phía nam Luân Đôn (nay thuộc khu vực tây nam của thành phố). Đây là nơi cư trú của William Wilberforce và Henry Thornton, hai nhà lãnh đạo có nhiều ảnh hưởng nhất của nhóm; nhiều buổi họp của nhóm cũng được tổ chức tại đây. Nhóm Clapham nhận được sự hỗ trợ tích cực từ Giám mục Luân Đôn, Beilby Porteus, người có nhiều thiện cảm với mục tiêu của nhóm.
Tên gọi Nhóm Clapham (Clapham Sect) xuất phát từ một bài viết trong năm 1844 của James Stephen, trong đó tác giả tán dương và lãng mạn hóa những hoạt động của những nhà cải cách xã hội này.

## Niềm tin
Những người giàu có, quyền thế đang sống trong nhung lụa này lại chấp nhận theo đuổi nếp sống hầu như là khổ hạnh: dậy sớm mỗi ngày để dành nhiều thì giờ cho các phận sự tôn giáo như cầu nguyện, đọc Kinh Thánh và tự tra xét mình. Họ hiến mình cho các việc lành và những lý tưởng cao cả, nổi bật nhất là cuộc đấu tranh chống chế độ nô lệ.
Mặc dù có những cáo buộc cho rằng các thành viên của Nhóm Clapham chỉ quan tâm đến số phận của các nô lệ da đen ở Tây Ấn mà lãng quên tình trạng khốn khổ của người nghèo trong nước, trong thực tế, họ đã có nhiều nỗ lực cải tổ xã hội cũng như chấn hưng đạo đức và tôn giáo cho người lao động nghèo, điển hình là việc thiết lập và bảo trợ các bệnh viện và trường học. Họ lên tiếng chỉ trích những điều khoản khắc nghiệt của bộ luật hình sự, tình trạng tồi tệ tại các nhà tù, cũng như đi trước thời đại khi đưa ý tưởng yêu cầu chính phủ can thiệp để cải thiện điều kiện làm việc của công nhân trong các hãng xưởng. Tất cả hoạt động của họ đều xuất phát từ nhận thức sâu sắc về trách nhiệm của mỗi cá nhân trước Thiên Chúa về việc sử dụng các ân tứ, thời gian và cơ hội họ được ban cho.
Tuy nhiên, họ vẫn tiếp tục duy trì lối sống cách biệt. Có thể nói các thành viên của Nhóm Clapham đã cống hiến đời mình cho người nghèo nhưng không đồng hành cùng họ.

## Hoạt động
Là tín hữu Tin Lành, họ nhận thấy có trách nhiệm đánh thức lương tâm dân tộc, và thức tỉnh Giáo hội Anh đang trong cơn mê ngủ tâm linh. Mặt khác, nhằm mở rộng ảnh hưởng trong Quốc hội vì mục tiêu bãi nô, họ tìm kiếm sự ủng hộ từ giới giàu có. Thật vậy, họ bị buộc phải giàu có, cách lương thiện và đáng tôn trọng.
Thời ấy, tác phẩm "Rights of Man" (1791) của Thomas Paine và cuộc Cách mạng Pháp đã gây ra nhiều hành động cực đoan ở Anh. Ngay cả những lớp học Trường Chúa Nhật cũng bị nghi ngờ là "cái nôi của chủ trương vô chính phủ và sát nhân" mặc dù ở đây người nghèo được đón tiếp để có cơ hội học đọc và viết. Tuy nhiên, Nhóm Clapham đã hoạt động trong một môi trường thuận lợi, đến thế hệ thứ hai thì uy tín của họ đã trở nên vững chắc.
Nhóm Clapham xuất bản một tạp chí, the Christian Observer, do Zachary Macaulay chủ biên. Người ta tin rằng tờ báo đã có vai trò tích cực trong nỗ lực thành lập các hội truyền giáo cũng như những cơ sở phổ biến văn phẩm phúc âm, trong đó có Thánh Kinh hội Hải ngoại, và Hội Truyền giáo Hội thánh.
Họ cũng thành lập Freetown, nay là thủ đô và là thành phố lớn nhất Sierra Leone, là thuộc địa quan trọng đầu tiên của Anh ở Phi châu, với mục đích, theo sự diễn đạt của Thomas Clarkson, là nhằm "hủy bỏ chế độ buôn bán nô lệ, văn minh hóa châu Phi, và giới thiệu phúc âm ở xứ sở này".
Trong 50 năm, John Thornton, một doanh nhân giàu có và ở trong số những người có ý tưởng hình thành Nhóm Clapham, đã hiến tặng mỗi năm 3 000 bảng Anh (tương đương 200 000 bảng ngày nay). Ông đã cứu những người mắc nợ ra khỏi tù, những cô gái bán hoa thoát khỏi những ngõ tối; ông phân phối thực phẩm, chăn màn, và Kinh Thánh. Con trai ông, Henry, một chủ ngân hàng, tiếp bước cha, mang ngọn đuốc Clapham soi rọi khắp Đế chế. Với sức thuyết phục lớn, thông điệp Tin Lành cổ xúy các giá trị như tính tiết độ và sự chăm chỉ.

## Thành quả
Nhóm Clapham có thể nhìn thấy những thành quả của họ sau nhiều thập niên hoạt động cho các mục tiêu nhân đạo trong xã hội và tại Quốc hội. Trong đó đáng kể nhất là sự kiện Quốc hội thông qua Luật Cấm Buôn bán Nô lệ năm 1807 (Slave Trade Act), đình chỉ mọi hoạt động buôn bán nô lệ trên lãnh thổ Đế chế Anh, và sau nhiều năm vận động, Đạo luật Bãi nô (Slavery Abolition Act) được phê chuẩn trong năm 1833. Nhóm Clapham cũng vận động chính phủ Anh sử dụng ảnh hưởng của mình trong nỗ lực bãi bỏ chế độ nô lệ trên khắp thế giới.
Nhóm Clapham đã dự phần tích cực trong tiến trình phát triển Nền Đạo đức Thời kỳ Victoria qua những ấn phẩm, các hội đoàn, ảnh hưởng của họ tại Quốc hội, và là hình mẫu trong công tác từ thiện cũng như trong nỗ lực chấn hưng đạo đức, đặc biệt là trong các chiến dịch chống nạn nô lệ. Như Tomkins nhận xét, "Tính cách của Nhóm Clapham đã trở thành tinh thần của thời đại".

## Thành viên
Trong số các thành viên của Nhóm Clapham có:
- Thomas Fowell Buxton (1786 – 1845), Nghị sĩ Quốc hội
- William Dealtry, D.D. (1775 – 1847), Nhà toán học
- Edward James Eliot (1758 – 1797), Nghị sĩ Quốc hội
- Thomas Gisbourne (1758 – 1846), Mục sư và tác gia
- Charles Grant (1746 – 1823), Chủ tịch Ban Giám đốc Công ty Đông Ấn, cha của Lord Glenelg
- Zachary Macaulay (1768 – 1838), Thống đốc khu định cư, cha của Thomas Babington Macaulay
- Hannah More (1745 – 1835), Nhà văn và nhà từ thiện
- Katherine Hankey (1834 – 1911), Nhà truyền bá phúc âm, nhà thơ
- Granville Sharp (1735 – 1813), Học giả và nhà quản trị
- Charles Simeon (1759 – 1836), Mục sư Anh giáo
- William Smith (1756 – 1835), Nghị sĩ Quốc hội, ông ngoại của Florence Nightingale
- James Stephen (1758 – 1832), Nhân viên Tòa Đại hình
- Lord Teignmouth (1751 – 1834), Toàn quyền Ấn Độ
- Henry Thornton (1760 – 1815), Nhà kinh tế, hoạt động tài chính và từ thiện, nghị sĩ Quốc hội, ông ngoại của nhà văn E.M. Forster
- Henry Venn (1725 – 1797), Người sáng lập Nhóm Clapham
- John Venn (1759 – 1813), Quản nhiệm Nhà thờ Holy Trinity, Clapham
- William Wilberforce (1759 – 1833), Nghị sĩ Quốc hội, lãnh đạo Phong trào Bãi nô tại Anh

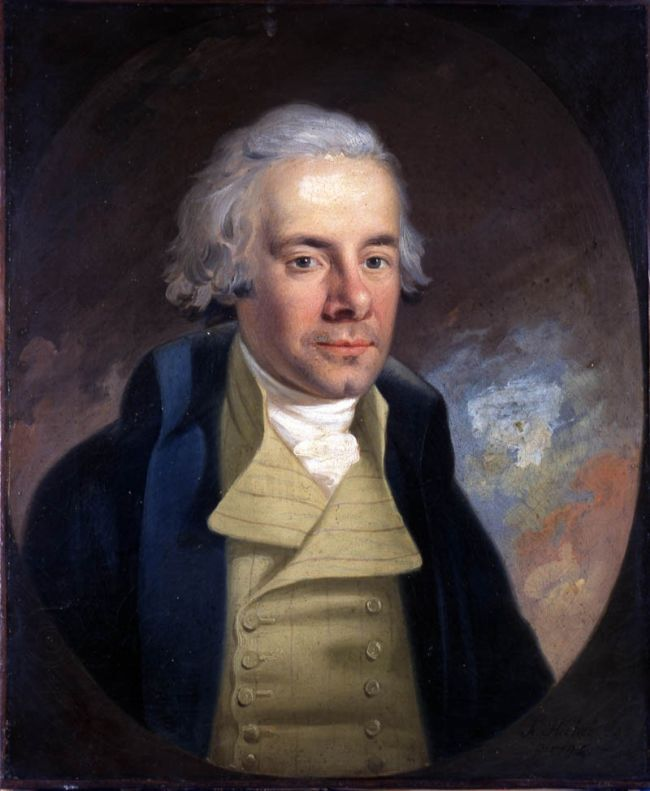
William Wilberforce
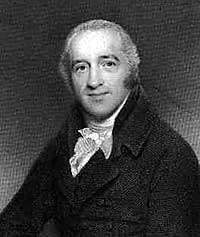
Charles Simeon
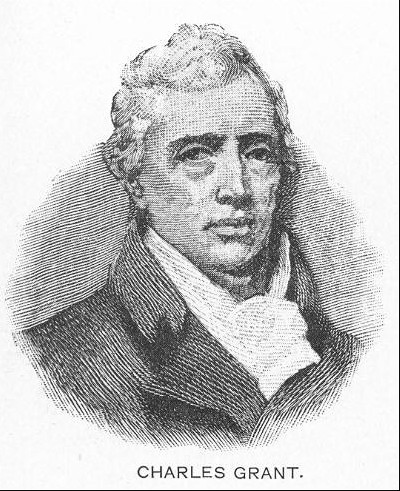
Charles Grant
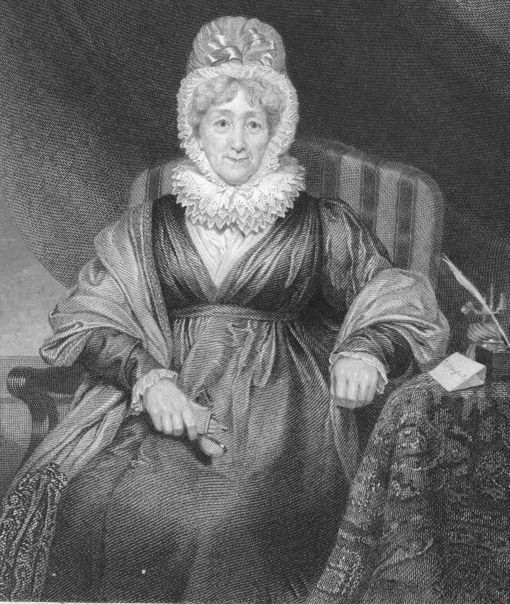
Hannah More
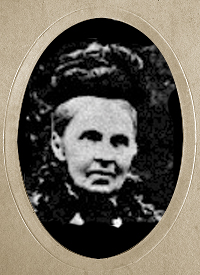
Katherine Hankey
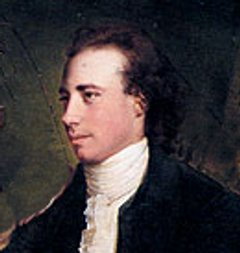
Thomas Gisborne
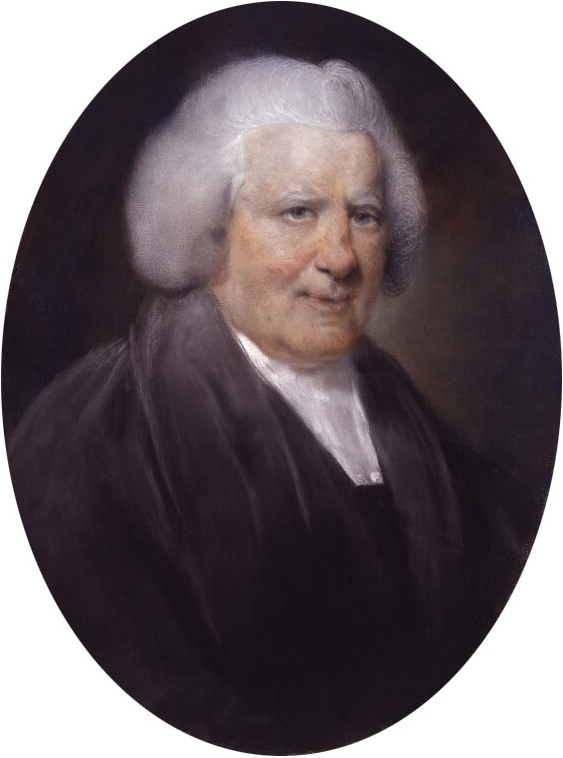
Henry Venn
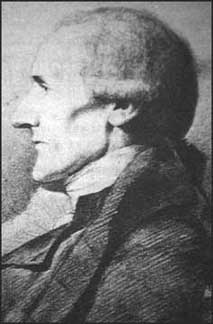
Granville Sharp
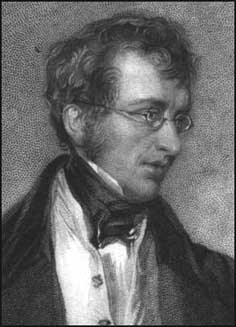
Sir Thomas Buxton
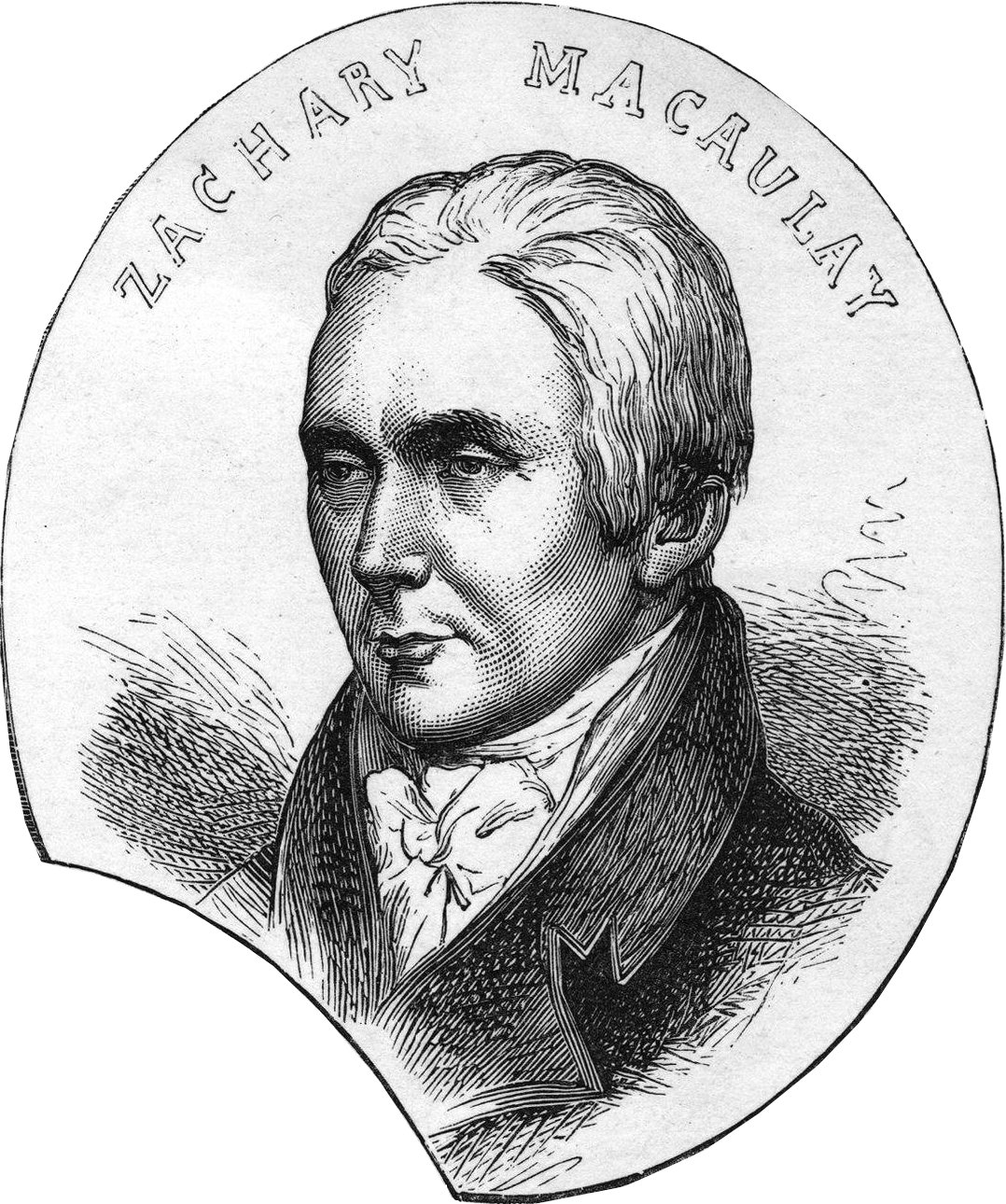
Zachary Macaulay
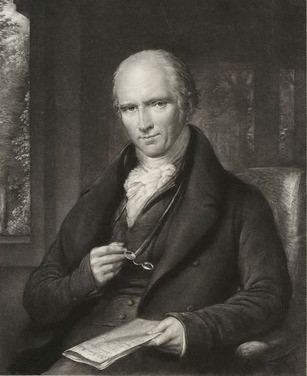
James Stephen
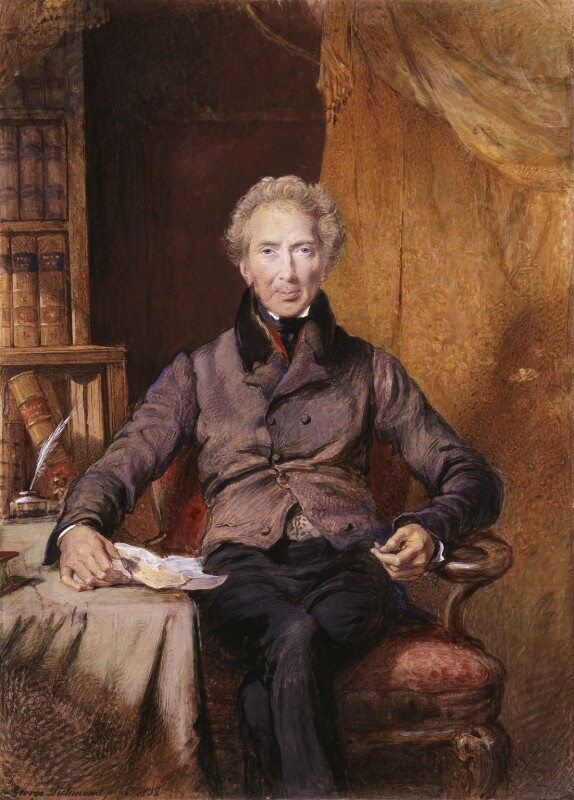
Lord Teignmouth